# James Garae Bakeo
James Garae Bakeo, né en 1905 et mort à une date incertaine, est un homme politique néo-hébridais.

## Biographie
Il naît dans l'archipel océanien des Nouvelles-Hébrides peu avant l'instauration du condominium colonial franco-britannique sur ces îles. Il n'est scolarisé que pendant un an et ne maîtrise pas l'anglais, préférant le bichelamar, langue pidgin.
Il devient à terme un ancien de l'Église du Christ sur l'île d'Ambae. En 1974, à la demande de l'Église, il s'installe à Luganville, sur l'île d'Espiritu Santo.
À l'approche de l'indépendance des Nouvelles-Hébrides, les représentants du mouvement coutumier Nagriamel à Espiritu Santo, qui n'adhèrent pas au projet d'indépendance porté par les anglophones du Vanua'aku Pati, décident de faire sécession. Le 27 décembre 1975, Jimmy Stevens déclare que l'île deviendra indépendante avec le nom de Fédération Nagriamel le 1er avril 1976. Choisi comme futur ministre des Affaires étrangères, James Bakeo en janvier 1976 se rend au siège de l’Organisation des Nations unies à New York, accompagné de Timothy Welles et de leur ami le chef autochtone fidjien Ratu Osea Gavidi, pour obtenir un soutien de l'ONU envers ce projet d'indépendance ; sans succès. Il tente sur le chemin du retour, mais sans plus de succès, d'obtenir le soutien du gouvernement des Fidji. La police coloniale est déployée à Santo pour le 1er avril et la mise en œuvre d'une indépendance n'a pas lieu,,,.
Le 14 novembre 1979, la « république du Vemarana » est proclamée à Santo par Jimmy Stevens, Albert Ravutia, Georges Cronsteadt et Alfred Maliu. Déclaré Premier ministre (ou, selon d'autres sources, président) de cette république, Jimmy Stevens nomme James Bakeo ministre des Affaires étrangères, de l'Économie et du Commerce extérieur,. À la demande de Stevens, James Bakeo entreprend des négociations avec des investisseurs étrangers, notamment américains, qui souhaitent faire du Vemarana un paradis fiscal et une société libertarienne. James Bakeo leur loue 40 000 hectares de terres des îles d'Espiritu Santo et de Tanna. En tant que ministre de l'Économie, James Bakeo promet une économie libérale, dérégulée, et fait appel à une société texane pour forger une monnaie d'or pour le nouvel État, refusant l'idée d'une monnaie papier.
En août 1980, après l'indépendance des Nouvelles-Hébrides devenues la république de Vanuatu, les forces armées de Papouasie-Nouvelle-Guinée, invitées par le Premier ministre vanuatais Walter Lini, répriment le mouvement séparatiste et imposent par la force l'autorité de Port-Vila sur Espiritu Santo. Les violences arbitraires et les vols commis contre des civils francophones par les soldats papou-néo-guinéens et par leurs adjoints de la Force mobile de Vanuatu (en) sont dénoncés par Amnesty International. Emprisonné, James Bakeo est passé à tabac par la police vanuataise, malgré son âge avancé (75 ans) ; les policiers lui brisent une côte et refusent de le laisser voir un médecin. Il est par la suite condamné à trois ans et demi de prison ferme pour son rôle dans la sécession d'Espiritu Santo.
Dans les années 2000, après la mort de James Bakeo, des rumeurs circulent prétendant qu'il aurait obtenu pour le Nagriamel d'importantes sommes d'argent de la part d'investisseurs américains via une entreprise panaméenne. Son fils Alic Bakeo accuse le Nagriamel de cacher ce supposé argent, et -avec le soutien de la puissante femme d'affaires Thi Tam Goiset- crée une branche dissidente du Nagriamel, qu'il appelle « groupe Nagriamel James Garae Bakeo ».